# British Chess Review
The British Chess Review – brytyjskie czasopismo szachowe, wydawane w Londynie w latach 1853–1854, pod redakcją D.Harrwitza.